# BLADE CHORD
「BLADE CHORD」（ブレイド・コード）は、abingdon boys schoolの4枚目のシングル。2007年12月5日発売。発売元は エピックレコードジャパン。

## 解説
- Wii/PS2専用ソフト『戦国BASARA2 英雄外伝』主題歌。
- 初回仕様は描き下ろしワイドキャップステッカー封入。
- タイトルの意味は「刃と刃がぶつかり合い奏でる刃音の和音」。
- ｢BLADE CHORD｣は、歌詞中に四字熟語がよく使われ、和の要素を取り入れたロックチューンになっている。更にMV・ジャケットも戦国時代のような感じになっている。
- カップリングは恒例の全英語詞楽曲。

## 収録曲
全曲　作詞:西川貴教　編曲:abingdon boys school　
1. BLADE CHORD
（作曲:SUNAO）
Wii/PS2専用ソフト『戦国BASARA2 英雄外伝』主題歌。
MVにはプロレスラーの関本大介が出演。
歌詞中の「露と落ち 露と消えにし 夢もまた夢」の部分は、豊臣秀吉の辞世の句「露と落ち 露と消えにし 我が身かな 浪速のことは 夢のまた夢」に由来する。同様に、「さらぬだに 打ちぬるほども 夏の夜の夢」の部分は、お市の方の辞世の句「さらぬだに 打ちぬる程も 夏の夜の 夢路をさそう ほととぎすかな」に由来する。
2. Desert Rose
作曲：柴崎浩
2010年ツアーでは前半部分がアコースティックアレンジの新バージョンで披露。

## 収録アルバム
- Teaching Materials（#1,2）
- ABINGDON ROAD（#1）
- 戦国BASARA GAME BEST（#1）

## 参加ミュージシャン
- 長谷川浩二：ドラム（#1,2）
- IKUO：ベース（#1,2）